# Filmes de 1940 da Republic Pictures

## Introdução
Em 1940, a Republic Pictures lançou 55 produções. A partir desse ano, o estúdio passou a investir também em curtas-metragens, o primeiro dos quais foi Meet the Stars -- Chinese Garden Festival, sobre um show beneficente que teve a participação de inúmeros astros de Hollywood. A série Meet the Stars... teria outros outros sete títulos no ano seguinte.
Hi-Yo-Silver é a versão compacta do seriado The Lone Ranger (1938). A fim de dar sentido e maior coesão à história, Raymond Hatton foi chamado para narrar a aventura para o jovem Dick Jones. Nenhum dos dois estava na obra original.
O estúdio recebeu 6 indicações ao Oscar, um recorde até então. Dark Command, aclamado filme de faroeste de Raoul Walsh, e o musical Hit Parade of 1941, o segundo da série Hit Parade, ficaram com duas cada. As outras foram para os dramas Behind the News e Women in War.

## Prêmios Oscar
Décima terceira cerimônia, com os filmes exibidos em Los Angeles no ano de 1940.
| Filme              | Indicações                                  | Premiações |
| ------------------ | ------------------------------------------- | ---------- |
| Behind the News    | Melhor Mixagem de Som                       | ---        |
| Dark Command       | Melhor Trilha Sonora Melhor Direção de Arte | ---        |
| Hit Parade of 1941 | Melhor Trilha Sonora Melhor Canção          | ---        |
| Women in War       | Melhores Efeitos Especiais                  | ---        |

## Seriados do ano
| Título original           | Título PT/BR              | Título PT/PT                       | Astro              | Diretor                     | Episódios | Gênero     |
| ------------------------- | ------------------------- | ---------------------------------- | ------------------ | --------------------------- | --------- | ---------- |
| Adventures of Red Ryder   | As Aventuras de Red Ryder | Os Mistérios do Cavaleiro Vermelho | Don 'Red' Barry    | John English/William Witney | 12        | Faroeste   |
| Drums of Fu Manchu        | Os Tambores de Fu Manchu  | Os Tambores de Fu Manchu           | Henry Brandon      | John English/William Witney | 15        | Mistério   |
| King of the Royal Mounted | O Rei da Polícia Montada  | O Rei da Polícia Montada           | Allan "Rocky" Lane | John English/William Witney | 12        | Espionagem |
| Mysterious Doctor Satan   | O Misterioso Dr. Satan    | O Misterioso Doutor Satan          | Edward Cianelli    | John English/William Witney | 15        | Policial   |

## Filmes do ano
| Título original         | Título PT/BR                     | Título PT/PT            | Astros                            | Diretor                      | Gênero   |
| ----------------------- | -------------------------------- | ----------------------- | --------------------------------- | ---------------------------- | -------- |
| Barnyard Follies        |                                  |                         | Mary Lee, Rufe Davis              | Frank McDonald               | Musical  |
| Behind the News         | Notícias de Primeira Página      |                         | Lloyd Nolan, Doris Davenport      | Joseph Santley               | Drama    |
| The Border Legion       | Legião da Fronteira              |                         | Roy Rogers, Gabby Hayes           | Joseph Kane                  | Faroeste |
| Bowery Boy              |                                  |                         | Dennis O'Keefe, Louise Campbell   | William Morgan               | Drama    |
| Carolina Moon           |                                  |                         | Gene Autry, Smiley Burnette       | Frank McDonald               | Faroeste |
| The Carson City Kid     | Cidade Sinistra                  |                         | Roy Rogers, Gabby Hayes           | Joseph Kane                  | Faroeste |
| Colorado                | A Lei da Fuga                    |                         | Roy Rogers, Gabby Hayes           | Joseph Kane                  | Faroeste |
| Covered Wagon Days      | A Mina Misteriosa                |                         | Robert Livingston, Raymond Hatton | George Sherman               | Faroeste |
| The Crooked Road        |                                  |                         | Edmund Lowe, Irene Hervey         | Phil Rosen                   | Drama    |
| Dark Command            | Comando Negro                    | Comando Negro           | John Wayne, Claire Trevor         | Raoul Walsh                  | Faroeste |
| Earl of Puddlestone     | O Segredo do Conde               |                         | James Gleason, Lucile Gleason     | Gus Meins                    | Comédia  |
| Forgotten Girls         |                                  |                         | Louise Platt, Donald Woods        | Phil Rosen                   | Mistério |
| Friendly Neighbors      | Amigos de Verdade                |                         | Leon Weaver, Frank Weaver         | Nick Grinde                  | Comédia  |
| Frontier Vengeance      |                                  |                         | Don 'Red' Barry, Betty Moran      | Nate Watt                    | Faroeste |
| Gangs of Chicago        | Gângsters de Chicago             | Gângsters de Chicago    | Lloyd Nolan, Barton MacLane       | Arthur Lubin                 | Policial |
| Gaucho Serenade         |                                  |                         | Gene Autry, Smiley Burnette       | Frank McDonald               | Faroeste |
| Ghost Valley Raiders    | Bandoleiros da Fronteira         |                         | Don 'Red' Barry, Lona Andre       | George Sherman               | Faroeste |
| Girl from God's Country | Escrava dos Deuses               | Horizontes Brancos      | Chester Morris, Jane Wyatt        | Sidney Salkow                | Drama    |
| Girl from Havana        |                                  | A Dançarina de Havana   | Dennis O'Keefe, Claire Carleton   | Lew Landers                  | Drama    |
| Grand Ole Opry          | Música, Maestro                  |                         | Leon Weaver, Frank Weaver         | Frank McDonald               | Comédia  |
| Grandpa Goes to Town    | A Grande Jornada                 |                         | James Gleason, Lucile Gleason     | Gus Meins                    | Comédia  |
| Heroes of the Saddle    | Heróis do Sertão                 |                         | Robert Livingston, Raymond Hatton | William Witney               | Faroeste |
| Hit Parade of 1941      | Desfile Triunfal                 | A Grande Parada de 1942 | Frances Langford, Phil Regan      | Gus Meins                    | Musical  |
| Hi-Yo-Silver            |                                  |                         | Lee Powell, Chief Thunder Cloud   | William Witney, John English | Faroeste |
| In Old Missouri         | No Velho Missouri                |                         | Leon Weaver, Frank Weaver         | Frank McDonald               | Aventura |
| Lone Star Raiders       | Cavalo Justiceiro                |                         | Robert Livingston, Bob Steele     | George Sherman               | Faroeste |
| Meet the Missus         | Mulher Ciumenta                  |                         | Roscoe Karns, Ruth Donnelly       | Malcolm St. Clair            | Comédia  |
| Melody and Moonlight    |                                  |                         | Johnny Downs, Barbara Jo Allen    | Joseph Santley               | Musical  |
| Melody Ranch            | Valentia Adquirida               |                         | Gene Autry, Jimmy Durante         | Joseph Santley               | Faroeste |
| Oklahoma Renegades      | Renegados de Oklahoma            |                         | Robert Livingston, Raymond Hatton | Nate Watt                    | Faroeste |
| One Man's Law           |                                  |                         | Don 'Red' Barry, Janet Waldo      | George Sherman               | Faroeste |
| Pioneers of the West    | Pioneiros do Oeste               |                         | Robert Livingston, Raymond Hatton | Lester Orlebeck              | Faroeste |
| Rancho Grande           |                                  |                         | Gene Autry, Smiley Burnette       | Frank McDonald               | Faroeste |
| The Ranger and the Lady | O Cowboy e a Dama                |                         | Roy Rogers, Gabby Hayes           | Joseph Kane                  | Faroeste |
| Ride, Tenderfoot, Ride  |                                  |                         | Gene Autry, Smiley Burnette       | Frank McDonald               | Faroeste |
| Rocky Mountain Rangers  | Cavaleiros da Montanhas Rochosas |                         | Robert Livingston, Raymond Hatton | George Sherman               | Faroeste |
| Scatterbrain            | Sonsa, Mas Sabida                |                         | Judy Canova, Alan Mowbray         | Gus Meins                    | Musical  |
| Sing, Dance, Plenty Hot | Ritmos de Nova York              | Canções e Bailados      | Ruth Terry, Johnny Downs          | Lew Landers                  | Musical  |
| Texas Terrors           |                                  |                         | Don 'Red' Barry, Julie Duncan     | George Sherman               | Faroeste |
| Three Faces West        | Fugitivos do Terror              | A Caminho do Ocidente   | John Wayne, Charles Coburn        | Bernard Vorhaus              | Drama    |
| The Trail Blazers       | Defensores Indomáveis            |                         | Robert Livingston, Bob Steele     | George Sherman               | Faroeste |
| The Tulsa Kid           |                                  |                         | Don 'Red' Barry, Noah Beery       | George Sherman               | Faroeste |
| Under Texas Skies       | O Filho do Delegado              |                         | Robert Livingston, Bob Steele     | George Sherman               | Faroeste |
| Village Barn Dance      |                                  |                         | Richard Cromwell, Doris Day       | Frank McDonald               | Musical  |
| Wagons Westward         | A Caravana do Oeste              | Sangue Aventureiro      | Chester Morris, Anita Louise      | Lew Landers                  | Faroeste |
| Who Killed Aunt Maggie? |                                  |                         | John Hubbard, Wendy Barrie        | Arthur Lubin                 | Comédia  |
| Wolf of New York        |                                  |                         | Edmund Lowe, Rose Hobart          | William McGann               | Policial |
| Women in War            | Mulheres na Guerra               | Mulheres na Guerra      | Elsie Janis, Wendy Barrie         | John H. Auer                 | Guerra   |
| Young Bill Hickok       | Sede de Ouro                     | Aconteceu em Cheyenne   | Roy Rogers, Gabby Hayes           | Joseph Kane                  | Faroeste |
| Young Buffalo Bill      | O Jovem Buffalo Bill             |                         | Roy Rogers, Gabby Hayes           | Joseph Kane                  | Faroeste |

## Outros
| Título                                    | Tipo           | Diretor         | Duração    | Gênero     |
| ----------------------------------------- | -------------- | --------------- | ---------- | ---------- |
| Meet the Stars -- Chinese Garden Festival | Curta-metragem | Harriet Parsons | 20 minutos | Variedades |

## Ligações Externas
- The Internet Movie Database (em inglês)